# Ernest Cognacq

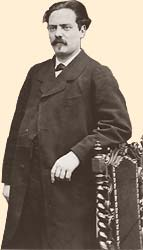
Ernest Cognacq

Ernest Cognacq (* 2. Oktober 1839 in Saint-Martin-de-Ré; † 21. Februar 1928 in Paris) war ein französischer Großkaufmann. Er gründete 1869 gemeinsam mit seiner Frau Marie-Louise Jaÿ das Pariser Warenhaus La Samaritaine.

## Leben

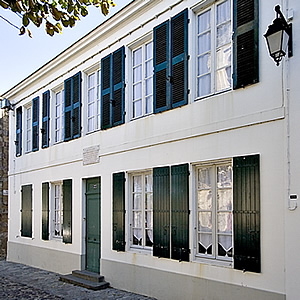
Ernest Cognacqs Geburtshaus in Saint-Martin-de-Ré, Île de Ré

Ernest Cognacq verlor mit 12 Jahren seinen Vater, einen Goldschmied. Er wurde daraufhin Verkäufer in verschiedenen Geschäften in La Rochelle, Rochefort und Bordeaux, und versuchte mit 15 Jahren sein Glück in Paris, wo er allerdings zunächst wenig Erfolg hatte. Nach einer kurzen Rückkehr in die Provinz versuchte er es 1856 ein zweites Mal in Paris. Als Angestellter von La Nouvelle Héloïse lernte er Marie-Louise Jaÿ kennen.
1867 machte sich Cognacq erstmals selbständig und scheiterte. Ein zweiter Versuch 1869, kurz vor dem Deutsch-Französischen Krieg, erwies sich als erfolgreicher. 1871 hatte Cognacq allerdings erst zwei Angestellte. Durch seine Heirat mit der ersten Verkäuferin der Konfektionsabteilung von Le Bon Marché gewann Cognacq 1872 eine aktive, intelligente und auch wohlhabende Gefährtin. Mit ihr ließ er das Warenhaus La Samaritaine um die Jahrhundertwende zum Großwarenhaus mit 7000 Angestellten erweitern. Ernest Cognacq und Marie-Louise Jaÿ blieben kinderlos. Sie adoptierten ihren Großneffen Gabriel Cognacq, der die Leitung des Kaufhauses übernahm.
Zwischen 1900 und 1925 baute das Paar eine bedeutende Kunstsammlung mit dem Schwerpunkt auf der französischen Kunst des 18. Jahrhunderts auf. Cognac vermachte ein Großteil dieser Sammlung 1928 der Stadt Paris. Das hieraus hervorgegangene Musée Cognacq-Jay war zunächst am Boulevard des Capucines und befindet sich seit 1990 im Hôtel Donon, rue Elzévir, im 3. Arrondissement.
Cognacq stiftete Kinderkrippen und ein Altersheim. Er förderte auch seine Heimatgemeinde Saint-Martin-de-Ré. 1907 kaufte er das dortige Hôtel des Cadets Gentilhommes, um darin die Sammlung des Reisenden, Lokalpolitikers und Kunstliebhabers Théodore Phélippot unterzubringen. Das Haus wurde später die Mairie. In seinem Geburtsort gibt es heute das Musée Ernest Cognacq. 1916 gründete das Paar dazu die bis heute aktive Stiftung «Fondation Cognacq-Jay». Cognacq war auch der Vorsitzende der Amicale des Rétais de Paris, eine Lobbygruppe zugunsten der Île de Ré.

## Ehrungen
- Commandeur de la Légion d’honneur[1]